# Бурхан-Халдун
Бурха́н-Халду́н (монг. Бурхан Халдун) — в мифологических представлениях монгольских народов священная гора.

## Этимология
- «Священная ива», буквально «Божья ива»: от монг. бурхан — «Бог, божество» и даур. халдун — «ива»
- «Ивовый холм»: от среднемонг. бурган — «ива», «роща».

## Значение
В картине мира средневековых монголов Бурхан-Халдун — один из сакральных центров. Согласно «Сокровенному сказанию», первопредки Чингисхана Бортэ-Чино и Гоа-Марал кочевали на Бурхан-Халдун, у истоков Онона. У подножия Бурхан-Халдуна находилось родовое кочевье Чингисхана, на склонах он спасался от преследований меркитов. Упоминается, что пленного меркитского вождя Хаатай-Дармалу «посвятили Бурхан-Халдуну», надев на шею колодку, хотя не ясно, оставили его при этом живым или убили.
По Рашид ад-Дину, на склоне Бурхан-Халдуна погребены Чингисхан, его сын Толуй и потомки последнего, в частности, Мунке, Ариг-Буга и Хубилай. Место их погребения, называемое их хориг («великий заповедник»), охранялось особой тысячей воинов из племени урянкат (урянхайцы). Эти воины, возглавлявшиеся тысячником Удачи и его потомками, не отправлялись в военные походы, неотлучно охраняя «великий заповедник». Сообщается, что после погребения Чингисхана его место поросло множеством деревьев и травы, и позже сами охранники не могли найти захоронение.

## Местоположение
В настоящее время большинство исследователей идентифицируют Бурхан-Халдун с находящимся в аймаке Хэнтий Монголии горным хребтом Хэнтэй с центральной вершиной Хан-Хэнтэй (48°58′45″ с. ш. 108°42′47″ в. д.) высотой около 2362 м.